# Метју Шепард
Метју Вејн Шепард (енгл. Matthew Wayne Shepard; Каспер, 1. децембар 1976 — Форт Колинс, 12. октобар 1988) био је студент Универзитета у Вајомингу који је мучен и брутално убијен близу Ларамија у савезној држави Вајоминг у октобру 1998. године. Нападнут је у ноћи између 6. и 7. октобра, а умро је у болници у Форт Колинсу у Колораду, 12. октобра од задобијених повреда главе. У вријеме напада имао је 21 годину. Током суђења свједоци су рекли да је Шепард нападнут јер је био хомосексуалац. Убиство Метјуа Шепарда изазвало је велику међународну пажњу, и покренуло питање потребе доношења закона који би оштрије санкционисали злочине из мржње.

## Живот
Метју Шепард је рођен Касперу у Вајомингу као старији од два сина Џуди Пек и Дениса Шепарда. Похађао је Основну школу „Крест Хил“, као и Средњу школу „Дин Морган“. Његов отац тада одлази да ради у Саудијску Арабију, тако да су неко вријеме боравили у тој држави. Током тог периода, када су интензивно путовали, Шепард је похађао Америчку школу у Швајцарској гдје је и дипломирао у мају 1995. године. Касније је на Универзитету у Вајомингу, уписао политичке науке, спољну политику и језике. Биран је за студентског представника у Савјету за заштиту околиша савезне државе Вајоминг.
Породица и пријатељи описали су га као ведрог младића, који је увијек био спреман да помогне другим људима, да их разумије и утјеши, и који никада није правио разлику између људи на основу њихове расе, поријекла, националности, сексуалне оријентације или других карактеристика.
У фебруару 1995. године, током средњошколске екскурзије у Мароко, Шепард је нападнут и силован. Овај догађај оставио је дубоке последице на њега, јер се после тога повукао у себе, постао је депресиван и имао честе нападе панике. Неколико дана прије убиства, Шепард је признао пријатељу да је ХИВ позитиван и да размишља о самоубиству.

## Напад
Недуго после поноћи 7. октобра 1998, Шепард је срео Ерона Макинија и Расела Хендерсона у клубу Фајерсајд лаунџ у Ларамију, њих двојица су му понудили превоз у свом камионету. Након што им је Шепард признао да је геј, Макини и Хендерсон су га напали, опљачкали, а затим мучки претукли пиштољем, изударали рукама и ногама, те га након вишесатног иживљавања завезали за ограду у удаљеном, руралном подручју, гдје су га оставили да умре у хладној ноћи на температури смрзавања. Шепард је пронађен 18 сати касније. Пронашао га је бициклиста, који је у почетку мислио да се ради о страшилу. Када је пронађен, Шепард је још увијек био жив али у дубокој коми.
Медијски извјештаји садржавали су детаљне информације о тежини повреда које су нанијете Шепарду. У извјештајима је такође стајало да је Шепард претучен тако јако да му је цијело лице било прекривено крвљу осим дијела којим су текле сузе. Имао је фрактуре на задњем дијелу лобање, тешке повреде мозга и нервног система, због чега је његово тијело изгубило способност да регулише откуцаје срца и тјелесну температуру. Такође је имао неколико десетина мањих посјекотина на глави, лицу и врату. Због тежине повреда доктори нису могли да га оперишу, а сам Шепард никако није долазио свијести те је до тренутка смрти остао у дубокој коми. Проглашен је мртвим 12. октобра 1998. године у 00:53h у болници у Форт Колинсу. Полиција је убрзо ухапсила Макинија и Хендерсона, код којих је пронађен пиштољ са траговима крви, као и жртвин новчаник и ципеле. Обојица су покушали да наговоре своје дјевојке да им дају алиби.

## Суђење
Оптужени су на суђењу износили различита оправдања и разлоге за своје дјело. У почетку су се бранили тврдећи да су њихове акције биле последица такозване геј панике, односно да су били у стању привремене неурачунљивости јер су се уплашили да ће Шепард, наводно, покушати да их сексуално искористи. Касније су тврдили да су хтјели само да опљачкају Шепарда, те да нису имали намјеру да га убију.
Тужилац је тврдио да су се Макини и Хендерсон претварали да су хомосексуалци да би задобили Шепардово повјерење, како би га касније опљачкали. Дјевојке оптужених су свједочиле како су обојица, Макини и Хендерсон, говорили како ће опљачкати геј мушкарца. Њих двојица су потом отишли у Фајерсајд лаунџ, гдје су изабрали Шепарда као мету. Пошто су се спријатељили с њим, одвезли су га у забачено подручје изван Ларамија, гдје су га опљачкали, мучки претукли, а затим завезали за ограду конопцем из Макинијевог камионета, док је Шепард молио за живот. Дјевојке оптужених су такође свједочиле да ниједан од њих двојице није био под утицајем дроге или алкохола те ноћи.
Хендерсон је проглашен кривим 5. априла 1999. године, те је пристао да свједочи против Макинија како би избјегао смртну казну. Осуђен је на двије доживотне робије. Порота је Макинија такође прогласила кривим за тешко убиство, те је постојала могућност да добије смртну казну. Међутим, Шепардови родитељи су посредовали у склапању нагодбе, којом је Макини избјегао смртну казну, те је осуђен на двије доживотне робије без права условног пуштања на слободу.

## Реакција јавности
На сахрани Метјуа Шепарда, шира америчка јавност је први пут упознала Фреда Фелпса и његову Баптистичку цркву Вестборо из Топеке (Канзас). Чланови цркве појавили су се на сахрани са транспарентима на којима је писало „Метју Шепард гори у паклу“ и „Бог мрзи педере“. Фелпс није добио дозволу града Каспера да изгради споменик од мермера висок 1.8 метара на коме би се налазила бронзана плоча са натписом: „Мет Шепард ушао је у пакао 12. октобра 1998. године јер није слушао божја упозорења: ‘не лези са мушкарцем онако како лијежеш за женом, то је гријех’“. Истовремено, Ромејн Петерсон и остали Метјуови пријатељи, одјевени у бијеле костиме са великим бијелим крилима на леђима, окруживали су групу Фреда Фелпса тако да их нико није могао видјети. Касније је ове двије групе морао раздвајати полицијски кордон.

## Одјеци убиства у поп култури
О Шепарду су снимљена 3 филма:
- (Пројекат Ларами)
- (Прича Метјуа Шепарда)
- (Анатомија злочина из мржње)

Пројекат Ларами се такође изводи као представа и заснован је на изјавама грађана Ларамија које су прикупљене након убиства, као и неколико година после.
Бројни музичари су такође напсали пјесме о Шепарду и његовој трагичној судбини, неке од најпознатијих су:
- (Амерички троугао) — Елтон Џон
- (Страшило) — Мелиса Едриџ
- (Изнад облака) — Синди Лопер